# Chinees tribuutsysteem
Het Chinese tribuutsysteem of Cefengsteem (Traditionele Chinese karakters: 冊封體制) was het systeem waarin de internationale en handelsrelaties tussen China en andere landen en volken in een deel van de periode van het keizerrijk gestalte kregen. De meeste hedendaagse westerse historici hebben de opvatting, dat het systeem alleen tot op zekere hoogte functioneel was tijdens de periodes van de Ming-dynastie (1368-1644) en de vroege Qing-dynastie (1644-1911). 

## DeChinese World Order
Het debat over het tribuutsysteem is lange tijd vrijwel alleen gevoerd door historici. In dat debat zijn de opvattingen van de Amerikaanse historicus en sinoloog John King Fairbank (1907-1991) lang dominant geweest. Die opvattingen werden met name beschreven in zijn in 1968 verschenen werk The Chinese World Order: Traditional China's Foreign Relations.

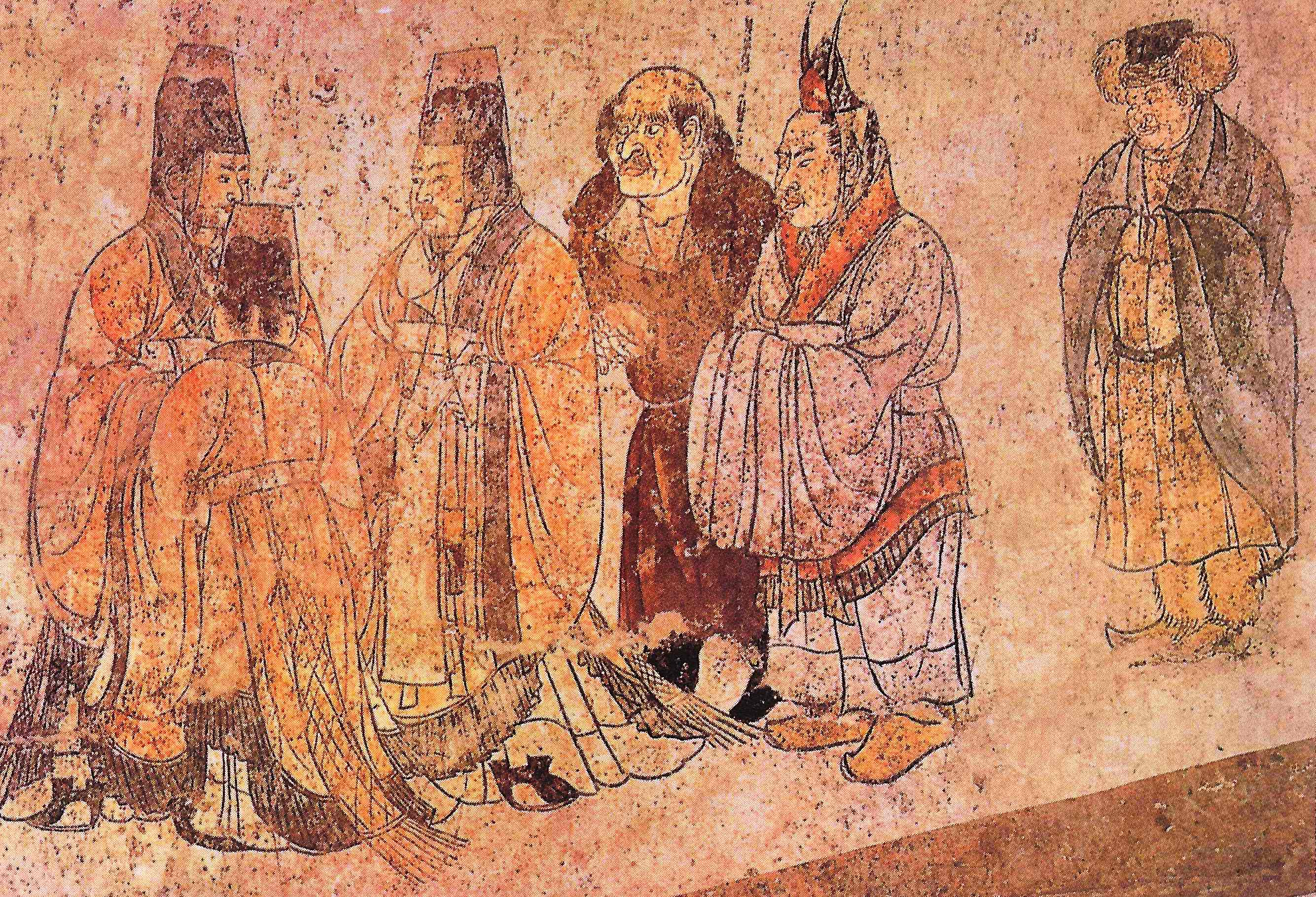
Gezanten aan het hof van de Tang-dynastie. Muurschildering 8e eeuw.

Volgens deze opvatting werd de wereld door de Chinezen gezien als een plaats voor Iedereen onder de Hemel. De Chinese keizer was de Zoon van de Hemel en in het bezit van het Hemels Mandaat. Hij was de middelaar tussen het ordenende principe in het universum en alle menselijke wezens. China was het Middenrijk (Zhongguo), de axis mundi en de cultuur van de Chinese elite was de universele norm voor het begrip beschaving. De volkeren die buiten de grenzen van het rijk leefden waren alle, in een of andere vorm, barbaren.
Dat onderscheid was niet gebaseerd op verschil in etnische herkomst of ras, maar veel meer cultureel van aard. Alle barbaren konden op den duur beschaafd worden, indien zij lange tijd opgenomen waren in de Chinese cultuur en die hadden geassimileerd. Sommige van die barbaren waren dan ook al meer beschaafd dan wel minder onbeschaafd dan anderen. Dat waren bijvoorbeeld Koreanen, Vietnamezen en soms ook Japanners, die Chinese culturele gewoonten hadden overgenomen als sedentaire landbouw, patrilineariteit en patrilocaliteit als basis voor de structuur van de familie, fatsoenlijke begrafenisrituelen en bekend waren met het Chinese schriftsysteem.
In de opvatting van Fairbank ontstonden deze noties gedurende de periode van de Han-dynastie (206 v.Chr.-220 na Chr.) en werden die versterkt tijdens de Tang-dynastie (618-908). Het was de afwezigheid van contact met een staat van gelijke culturele ontwikkeling, die veroorzaakte dat tijdens deze dynastieën de buitenlandse betrekkingen gebaseerd werden op een relatie tussen superioriteit en inferioriteit.
Dit werd tot uitdrukking gebracht in tribuutmissies waarbij niet-Chinese leiders de Chinese superioriteit erkenden door te buigen, (kowtow), voor de keizer. De kosten voor de reis en het verblijf werden meestal door het Chinese hof bekostigd. Bij deze missies werden dan – vaak voorgeschreven – tribuutgoederen overhandigd. Gewoonlijk werd door de keizer een aantal giften aan de tribuutplichtige geschonken waarvan de materiële waarde meestal vele malen hoger was dan de tribuutgoederen. Het accepteren van de suprematie van de Chinese keizer was in materieel opzicht dus lucratief.
In dit model van de Chinese World Order was China dan ook isolationistisch, xenofoob en gebonden aan zichzelf opgelegde culturele en rituele verplichtingen. In die zin was China niet gevoelig voor pragmatische oplossingen die het nationale belang beter gediend zouden hebben. Het model hield ook in dat vrijhandel en winstmotieven die Fairbank als rationele krachten van de vooruitgang omschreef door de Chinezen stelselmatig ontmoedigd werden.
In de opvatting van Fairbank heeft dit systeem van tribuut en handel de internationale relaties tussen China en andere volkeren bepaald en gedomineerd tot diep in de periode van de Qing-dynastie (1644-1911). Het model heeft als consequentie, dat iedereen die handel wilde drijven met China derhalve tribuutplichtig was.

## Meer recente opvattingen

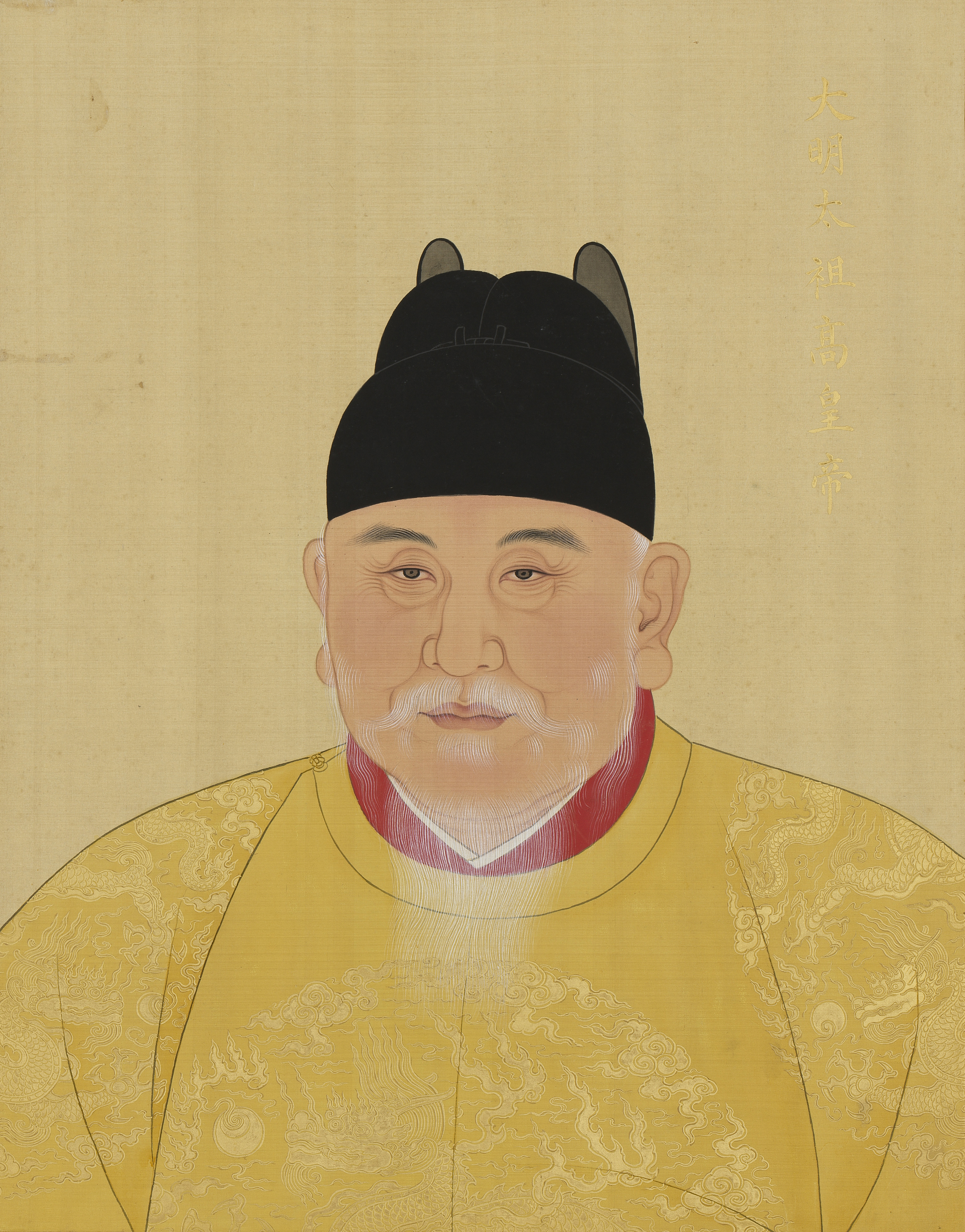
Hongwu.

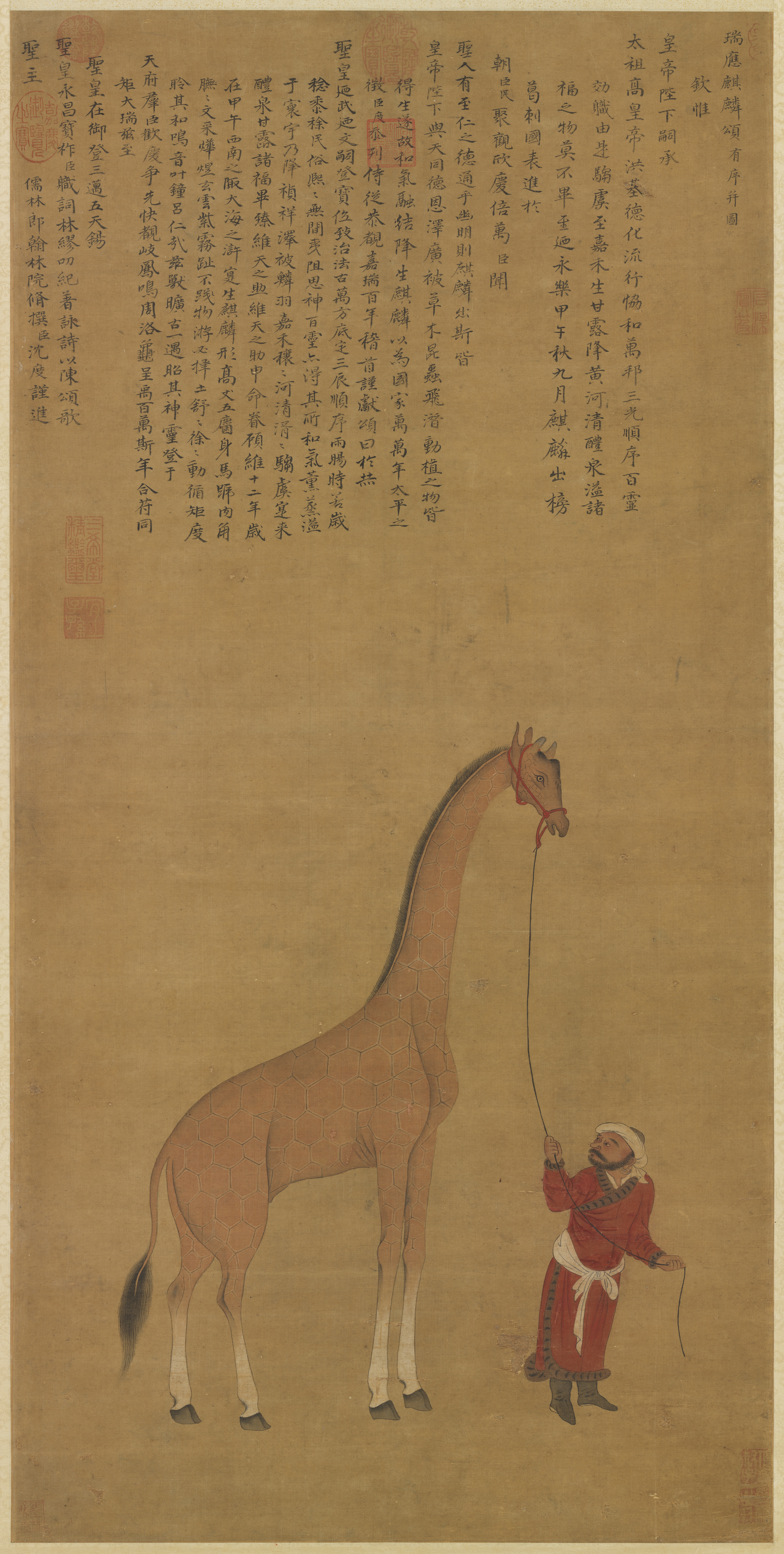
Een aan de keizer Yongle gegeven tribuutgeschenk.

In de laatste decennia heeft een nieuwe generatie historici aanzienlijke kritiek op het model van Fairbank gepubliceerd. De essentie van de kritiek is dat het model van de Chinese World Order te simpel is en geen recht doet aan een veel complexere werkelijkheid. Zij konden aantonen dat bijvoorbeeld uitleveringsverdragen en grenscontrole met Korea en Vietnam gebaseerd was op een verhouding tussen autonome en gelijkwaardige staten. De relaties met de Portugezen en Nederlanders in de periode van de vroege Qing-dynastie werden vooral bepaald door overwegingen van realpolitik.
Een van de belangrijkste punten van kritiek was dat Fairbank het volume van de handel dat plaatsvond onder het tribuutsysteem schromelijk had overschat en dat dit al in de periode van de vroege Qing-dynastie nog maar een deel van de totale handel met het buitenland uitmaakte.
Het tribuutsysteem werkte zolang de buitenlandse partner daar voordeel mee kon behalen. Het was tribuutmissies meestal geoorloofd om een aantal mee te brengen goederen ook commercieel te verkopen aan – meestal daarvoor ook aangewezen – Chinese handelaren in ook daarvoor aan te wijzen plaatsen. Het aantal niet-Chinese handelaren alsmede de hoeveelheid te verhandelen goederen was aan quota gebonden. Die quota werden vaak massaal overschreden. Ondernemende handelaren verzonnen volstrekt fictieve staten en regimes die graag tribuutplichtig wensten te worden om maar handel te kunnen drijven. De Chinese leiding moet uiteraard op de hoogte geweest zijn van dit misbruik van het tribuutsysteem, maar tolereerde het meestal als de formaliteiten van het systeem maar nageleefd werden.
De stichter van de Ming-dynastie (1368-1644), de keizer Hongwu (1328-1398) probeerde nog het tribuutsysteem als de enige weg tot handel met het buitenland te maken. De latere keizers van die dynastie realiseerden zich al dat de kosten voor het volledig handhaven van het systeem niet meer op te brengen waren. De daarop volgende Qing-dynastie (1644-1911) nam voor een groot deel al afstand van de econometrische basis van het tribuutsysteem.
Vanaf de zeventiende eeuw waren er grote Chinese kolonies in Zuidoost-Azië in bijvoorbeeld Manilla en Batavia. De intra-Aziatische handel, die via deze gemeenschappen met China plaatsvond, voltrok zich geheel buiten het tribuutsysteem. Dat gebeurde niet alleen via een systeem van smokkel maar in toenemende mate ook legaal. Na het bedwingen van de opstand van de Drie Leengoederen in de zuidoostelijke kustprovincie proclameerde keizer Kangxi in 1685 de opening van een groot aantal havens voor intra-Aziatische handel en opende daar douanekantoren om belasting te heffen. Er werden vier havens geopend voor Europese handelaren. Het tribuutsysteem als een principe voor intra-Aziatische diplomatieke relaties bleef formeel in stand, maar de economische betekenis was zeer drastisch gereduceerd.

## Situatie aan de noordelijke en noordwestelijke grens van het rijk
De Ming-dynastie (1368-1644), de opvolger van de Mongoolse Yuan-dynastie (1279-1368), beschouwde de teruggekeerde Mongoolse stammen als een bedreiging voor de veiligheid van het rijk. 
Een belangrijk instrument in dit beleid waren de tribuutmissies. Voor de Mongoolse stammen was dit vaak de enige mogelijkheid om met enige regelmaat handel te kunnen drijven in het Chinese binnenland en de Chinese grenssteden. De omvang en frequentie van die missies, dus in wezen ook het potentiële reguliere handelsvolume, werd dan ook door de Chinezen bepaald. Door die gunsten verschillend over diverse stamfederaties te verdelen kon onderlinge verdeeldheid gecreëerd worden.
Het systeem werkte zolang de stammen ook onderling verdeeld waren. Meer in het algemeen hadden stammen ook een heel andere perceptie over de mate van afhankelijkheid tot keizerlijk gezag dan die formele Chinese opvatting. Het systeem was echter vaak ook zeer ineffectief. Indien een Mongoolse leider een aanzienlijk deel van de stammen onder zijn gezag wist te verenigen waren raids in het Chinese binnenland aanzienlijk lucratiever dan de inkomsten die via het tribuutsysteem konden worden verkregen. 
Het was voor een belangrijk deel de ineffectiviteit van het tribuutsysteem dat tijdens deze dynastie ook de versterking en de reconstructie van de Chinese Muur begon. De periode na 1540 werd gekenmerkt door het realiseren van aanzienlijke fortificaties aan de Muur en het creëren van daar permanent gelegerde garnizoenen.
In de laatste periode van de dynastie moest die enkele jaren zelf een vorm van tribuut betalen aan Ligdan Khan, de laatste khagan van de Noordelijke Yuan-dynastie voor de bescherming van de noordelijke grens van het rijk van de Ming-dynastie tegen de Mantsjoes.

## De periode van de Qing-dynastie
Ook in de periode van de Qing-dynastie was realpolitik meestal de overheersende drijfveer. Iedere relatie van de Qing met een buitenlandse macht werd onderhandeld in termen van specifieke context van economische behoefte, een culturele definitie en doelen met betrekking tot veiligheid. De plicht tot tribuut kon voor verschillende partners ook heel verschillende betekenis hebben.
Gedurende de hele periode van de keizerlijke dynastieën waren er twee producten, waaraan China echt behoefte had, maar die men niet zelf in voldoende mate kon produceren: zilver en paarden. De Mongolen konden paarden leveren, evenals de Kazachen. De handel met de Kazachen was strikt commercieel en voltrok zich geheel buiten ook ieder ritueel van de notie van tribuut.
De overeenkomsten met het Russische rijk bij het verdrag van Nertsjinsk alsmede het verdrag van Kjachta van 1689 en 1717 waren verdragen tussen twee diplomatiek geheel gelijkwaardige partijen. Ook de daaropvolgende Russische handelskaravanen naar Peking waren op geen enkele wijze tribuutplichtig.
In 1739 werd met de Dzjoengaren na decennia van strijd een wapenstilstand getekend. In het protocol werd afgesproken, dat de Dzjoengaren iedere vier jaar een missie naar Peking konden zenden en iedere twee jaar naar de grenssteden. Na het tekenen van de wapenstilstand brak een periode van vijftien jaar aan waarin de economieën van Dzjoengarije en China sterk op elkaar betrokken raakten. Voor de Chinezen was een nevenschikkend doel dan ook de Dzjoengaren via deze handelscontacten te "transformeren" naar "een vorm van hogere beschaving". Historici zijn het erover eens, dat keizer Qianlong in deze periode een poging ondernam om tot een vorm van co-existentie met het kanaat Dzjoengarije te komen. Het was dan ook om die reden, dat hij alle klachten van ambtenaren - waarvan vele terecht - over in omvang veel grotere missies dan afgesproken, het in de praktijk aan de grenssteden ieder jaar ontvangen van een missie en excessieve prijzen naast zich neerlegde. 

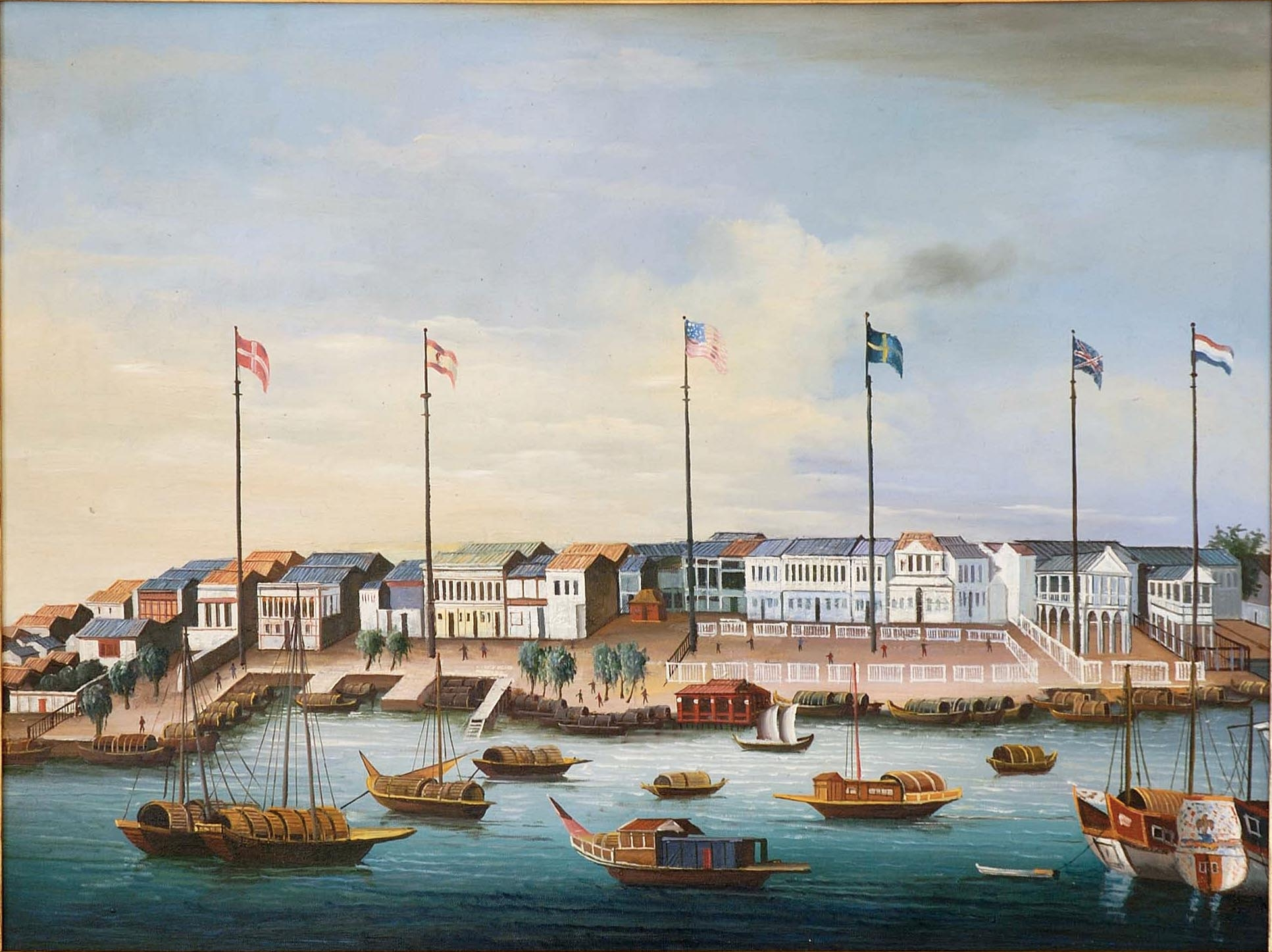
De Dertien Factorijen in Kanton, rond 1820, met de handelsposten van Denemarken, Spanje, de Verenigde Staten, Zweden, Groot-Brittannië en Nederland.

Aan het begin van deze periode van vijftien jaar betaalden de Chinezen de Dzjoengaren voor ongeveer 6% van de door hen geleverde producten in zilver. In 1746 was dat opgelopen tot 40%. Ook klachten over deze uitstroom van zilver legde Qianlong naast zich neer. Als na 1750 het kanaat vervalt in anarchie wordt deze tribuutovereenkomst vervangen door pure realpolitik die leidt tot de vernietiging van het kanaat.
Een vergelijking van de belangrijkste handelscontacten van de Qing aan de grenzen van het rijk geeft ook een beeld van de verschillen in de doeleinden tussen deze relaties. Zij varieerden tussen gedreven door veiligheidsmotieven en winstbejag. De relaties met het Russische rijk hadden uitsluitend veiligheidsmotieven. Het bont wat de Russen op de markt brachten werd wel afgenomen, maar de werkelijke interesse in bont bij de elite was gering. De Dzjoengaren konden met paarden voor het rijk reële waarde aanbieden, maar hier was het ultieme doel de Mongolen via deze methode te temmen.
Het Kantonsysteem met de Europese mogendheden had in organisatie grote overeenkomsten met de handel in steden aan de noordwestelijke grens van het rijk. Het verschil was dat het meer commercieel van opzet was en de keizerlijke schatkist er aanzienlijk meer van profiteerde. Het Kantonsysteem – formeel onderdeel van het tribuutsysteem – leverde echter nauwelijks strategische goederen waaraan in China behoefte bestond. De Dzjoengaren en de Russen waren als een reële militaire bedreiging voor de veiligheid van het rijk beschouwd. In de Chinese visie was een combinatie van dwang en beloningen noodzakelijk om hen in het gareel te houden. In de eerste decennia van het Kantonsysteem werden de Europese handelaren – totdat opium het dominante artikel werd – slechts als zeer inhalig maar zeker niet als gevaarlijk en bedreigend gezien. Het Kantonsysteem was in de eerste decennia voor het Chinese hof in strategisch opzicht een verschijnsel aan de periferie.

## In de Chinese geschiedschrijving
Chinese historici zien het tribuutsysteem vooral als een vorm van administratief management van China's internationale betrekkingen. Chinese studies richten zich vooral op de organisatorische en functionele ontwikkeling van een samenhangend aantal principes, regels en procedures. De studies beschrijven vooral de historische ontwikkeling van rituelen en handelen verder over de daarmee samenhangende opbouw van de bureaucratie en de culturele noties die daarmee verbonden zijn.
Die studies beschrijven dan bijvoorbeeld de Chinese bureaucratie die verantwoordelijk was voor de ontvangst van tribuutmissies, de verplichtingen die de tribuutplichtige tijdens het bezoek aan de hoofdstad had, de personele samenstelling van de missie, de ontvangen tribuutgoederen en de giften van de keizer.
Het is op basis van vertalingen van dit soort studies dat er ook in de Europese literatuur dan lijsten voorkomen van tribuutplichtige landen waaronder Europese mogendheden.
De kritiek van westerse historici op deze visie is dat de studies vanuit een eenzijdig Chinees perspectief geschreven zijn. Het kan geen basis zijn voor een adequate en historisch verantwoorde beschrijving van de feitelijke relaties tussen China en andere landen in Azië. De Chinese studies worden onvoldoende geplaatst in de historie van de economische ontwikkelingen in het grotere Aziatische verband. De meeste westerse historici zijn van oordeel dat veel Chinese studies te veel nadruk leggen op de rituele en symbolische aspecten. De dynamische ontwikkelingen in de internationale relaties tussen China en andere staten en het wel degelijk aanwezige pragmatisme in het Chinese beleid met name vanaf de Qing-dynastie worden onderbelicht.

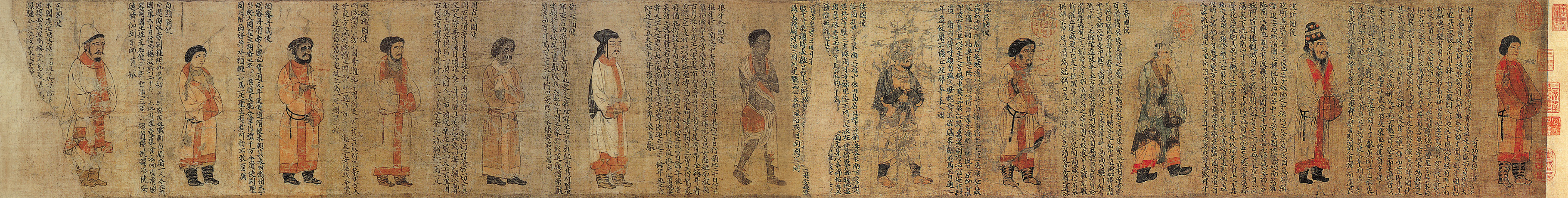
Portretten van de periodieke aanbieding van geschenken aan keizer Yuan van de zuidelijke Liang-dynastie. Dit is het oudst bekende schilderij van vele waarbij geschenken overhandigd worden. Het schilderij dateert uit de 6e eeuw.